# Charles-Jules Guiguer de Prangins

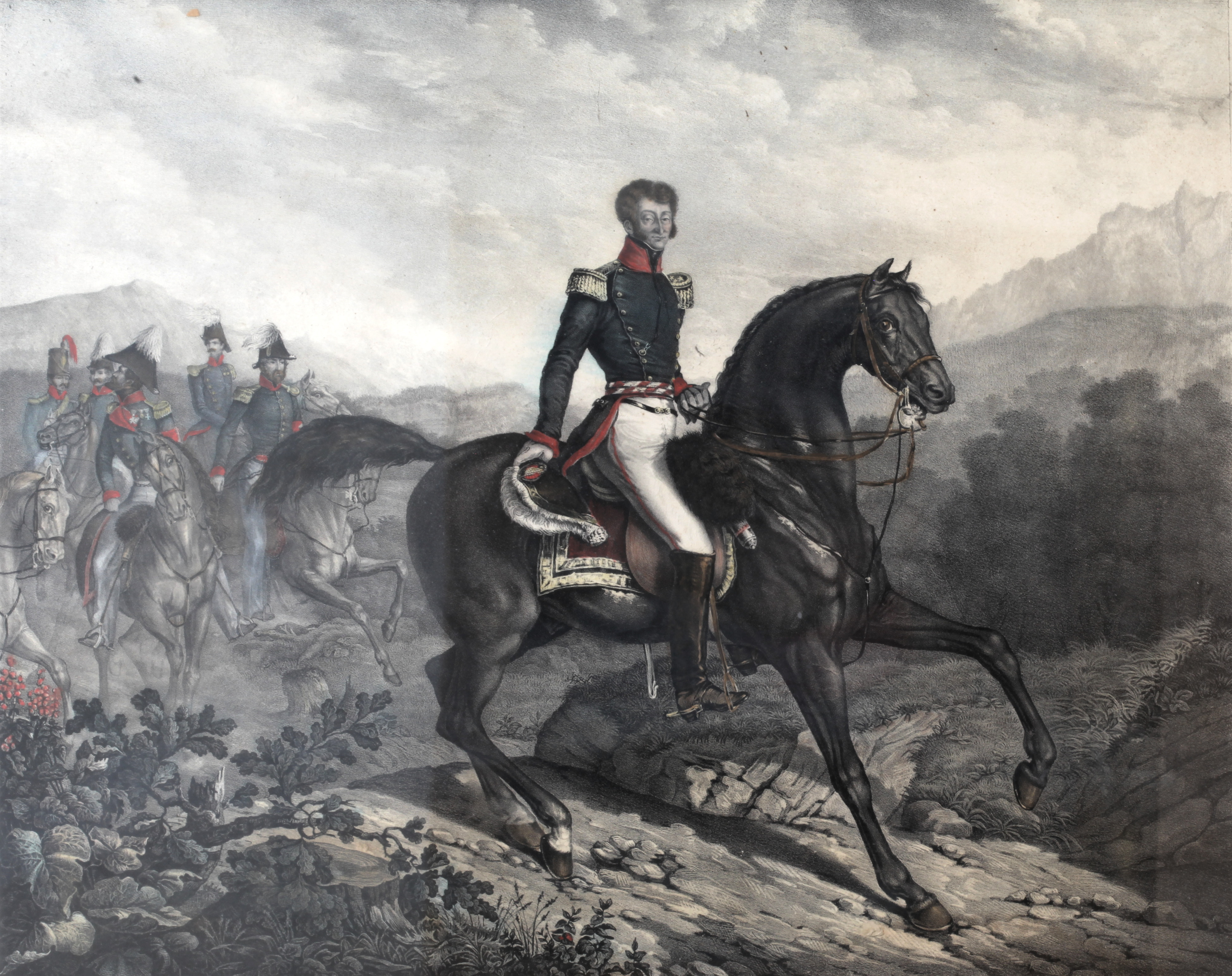
Charles-Jules Guiguer de Prangins

Charles-Jules Guiguer de Prangins (Prangins, 26 augustus 1780 - Lausanne, 7 juli 1840), was een Zwitsers generaal en politicus.
Charles-Jules Guiguer de Prangins was de zoon van de Zwitserse officier in Franse dienst Louis François Guiguer, baron de Prangins. Hij volgde middelbaar onderwijs in Zwitserland en studeerde geesteswetenschappen aan de universiteiten van Leipzig en Göttingen. In 1798 sloot hij zich aan bij de troepen van het kanton Wallis (in Franse dienst) onder generaal Guillaume Brune, die naar de stad Bern oprukten. Nadien werd hij tot kapitein benoemd en diende in 1799 onder generaal André Masséna bij de veldslagen bij Zürich. In 1805 en 1809 nam hij met de rang van kolonel deel aan de verdediging van de Bündner-, en in 1815 aan de verdediging van de Rijngrenzen.
In maart 1815 voerde Guiguer het bevel over de troepen van het kanton Wallis die naar het kanton Genève werden gezonden. In 1817 werd hij bevorderd tot kolonel in Franse dienst. Later diende hij in het Zwitserse leger. Van 1830 tot 1834 was hij inspecteur van het leger van het kanton Wallis.
Guiguer werd in december 1830, toen er in Europa een oorlogsdreiging in de lucht hing, benoemd tot Zwitsers generaal en opperbevelhebber van het Zwitserse leger. In 1838, toen Frankrijk druk uitoefende op Zwitserland om prins Lodewijk-Napoleon Bonaparte (de latere keizer Napoleon III van Frankrijk) uit te leveren, werd Guiguer opnieuw generaal en opperbevelhebber.
Guiguer was ook politicus. Sedert 1814 maakte hij deel uit van de Grote Raad van Wallis. Van 1827 tot 1830 was hij lid van de Staatsraad (kantonsregering) van het kanton Wallis. Hij speelde een belangrijke rol in de totstandkoming van de grondwetswijziging van 1830. Tijdens het liberale bewind in het kanton Wallis keerde Guiguer in de Grote Raad terug, maar vertegenwoordigde vooral conservatieve standpunten. Hij was een aanhanger van de ideeën van de Verlichting en van een regering van notabelen.
Guiguer de Prangins verkocht in 1814 de heerlijkheid Prangins aan Jozef Bonaparte, de broer van keizer Napoleon I. Guiguer overleed op 7 juli 1840 in Lausanne.

## Voetnoten
1. ↑  Op het kasteel van Prangins is thans het Musée national suisse (Nationaal Museum van Zwitserland, handelde over Franstalig Zwitserland) gevestigd

- Gemeinsame Normdatei: 1053875819
- Historisch woordenboek van Zwitserland: 004806
- Virtual International Authority File: 309642190